# 多賀サービスエリア
多賀サービスエリア（たがサービスエリア）は、滋賀県犬上郡多賀町にある名神高速道路のサービスエリアである。
併設の多賀バスストップ（たがバスストップ）および多賀スマートインターチェンジ（たがスマートインターチェンジ）についてもここで記述する。

## 概要
1964年（昭和39年）4月12日、名神高速道路の栗東IC - 関ヶ原IC間の開通に伴い開業。当初はトイレのみのサービスエリアであったが、同年5月25日に給油所、1965年（昭和40年）7月4日に売店、1968年（昭和43年）2月20日に無料道路案内所（下り線のみ、現在のサービスエリアコンシェルジュ）が開設される。上下線の施設は歩道橋を通じて相互利用が可能である。これは、開設当初道路案内所や休憩所が下り線のみに、レストハウス（レストラン）が上り線のみに設置されていたため、各々を両側から利用できるよう配慮したものである。レストハウスの設計は、丹下健三が手掛けており、当初丹下は本線上をまたぐオーバーブリッジ・タイプとすることも提案したが、この工法が当時の建築基準法に抵触することから採用とはならなかった。
1984年（昭和59年）4月3日、下り線にレストラン・ハイウェイショップ・休憩所との合棟で「レストイン多賀」が営業を開始した。東名高速道路の足柄サービスエリアに次ぐ宿泊・入浴施設を持つサービスエリアとなった。
2010年（平成22年）11月3日に下り線の施設がリニューアルされ、「EXPASA多賀」の愛称が付けられた。中日本高速道路（NEXCO中日本）が管轄する名神高速道路では唯一の「EXPASA」である。

## 道路
- E1 名神高速道路

## 施設

### 上り線（名古屋・福井方面）
- 駐車場
  - 大型 72台
  - 小型 113台
  - 身障者用 大型 1台
  - 身障者用 小型 2台
- トイレ
  - 男性 大8・小25
  - 女性 40
  - 身障者用 2

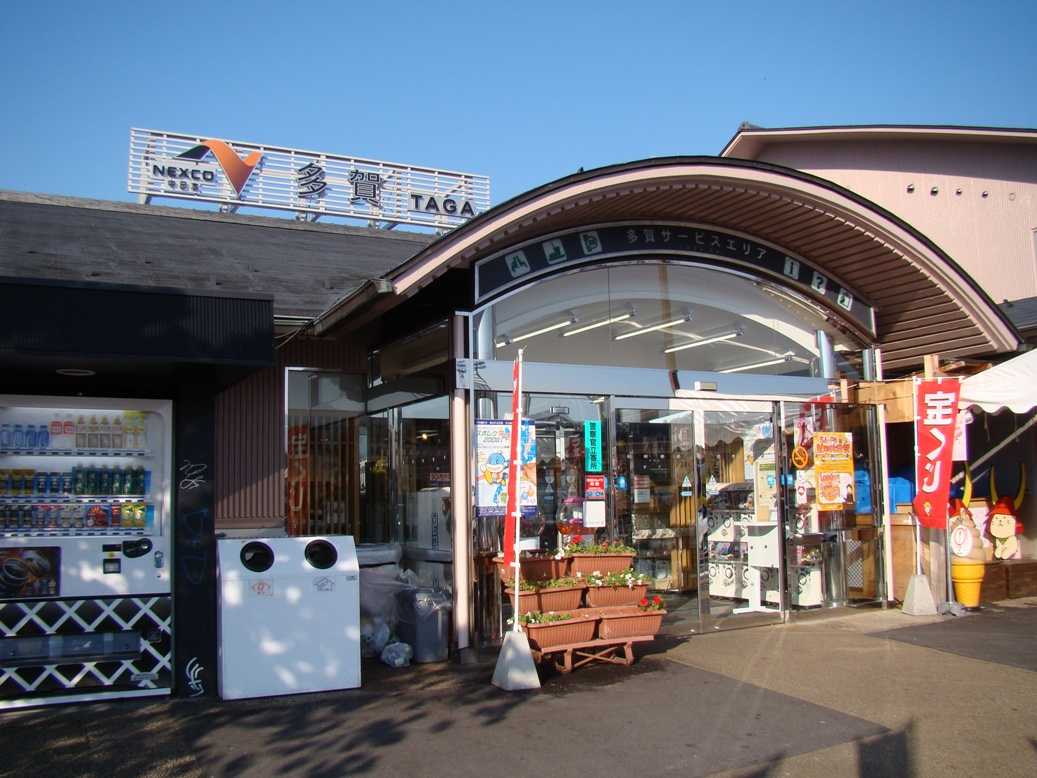
上り線側施設（2008年10月）

- コンシェルジュ（7:00 - 16:00）[9]
- ぷらっとパーク（駐車場 小型 3台・24時間）[9]
- ドッグラン[9]
- レストラン[10]
  - 近江ノ國のおだいどこ（7:30 - 22:00）
- フードコート[10]
  - スナックコーナー（24時間）
- カフェ[10]
  - スターバックスコーヒー（7:00 - 21:00）
- テイクアウト[10]
  - 総菜コーナー「でり家」（24時間）
  - のれん街（8:00 - 20:00）
- おみやげ[10]
  - ショッピングコーナー（24時間）
- ベビーコーナー（24時間）[9]
- ATM[9]
- 郵便ポスト[9]
- 喫煙所[9]
- 自動販売機[9]
- ガソリンスタンド（ENEOS（山文商事）、24時間）[9]
- 給電スタンド（24時間）[9]

### 下り線（大阪方面）
- 駐車場
  - 大型 70台
  - 小型 296台
  - 身障者用 大型 1台
  - 身障者用 小型 6台
- トイレ
  - 男性 大11・小24
  - 女性 60
- コンシェルジュ（9:00 - 18:00）[11]
- ぷらっとパーク（駐車場 小型 38台、自転車置き場 一般5台・24時間）[11]
- レストラン[12]
  - 餃子の王将（11:00 - 翌1:00）
  - 吉野家（24時間）
- フードコート[12]
  - ロッテリア（7:00 - 22:00）
  - めん・どん家（24時間）
  - ちゃんぽん亭総本家（7:00 - 24:00）
  - 伝説のすた丼屋（9:00 - 22:00）
- カフェ[12]
  - スターバックスコーヒー（7:00 - 22:00）
- テイクアウト[12]
  - らぽっぽ（8:00 - 21:00）
  - 道頓堀 くくる（8:00 - 21:00）
  - 地雷也 紅白茶寮（8:00 - 21:00）
  - 彦根イイプリン（8:00 - 21:00）
  - きっちんににぎ（8:00 - 20:00）
- おみやげ[12]
  - 多賀小路（24時間）
  - えびせんべいの里（8:00 - 20:00）
- コンビニエンスストア「ファミリーマート」（24時間）[12]
- 衣服・服飾雑貨[12]
  - STRICT-G（10:00 - 20:00）
- ベビーコーナー（24時間）[11]
- キッズコーナー（9:30 - 22:00）[11]
- 宿泊施設・入浴施設「レストイン多賀」（12:00 - 翌10:00）[11]
- コインシャワー（24時間）[11]
- コインランドリー（24時間）[11]
- ATM[11]
- 郵便ポスト[11]
- 喫煙所[11]
- ガソリンスタンド（出光興産（西日本宇佐美）、24時間）[11]
- 給電スタンド（24時間）[11]

## 多賀バスストップ

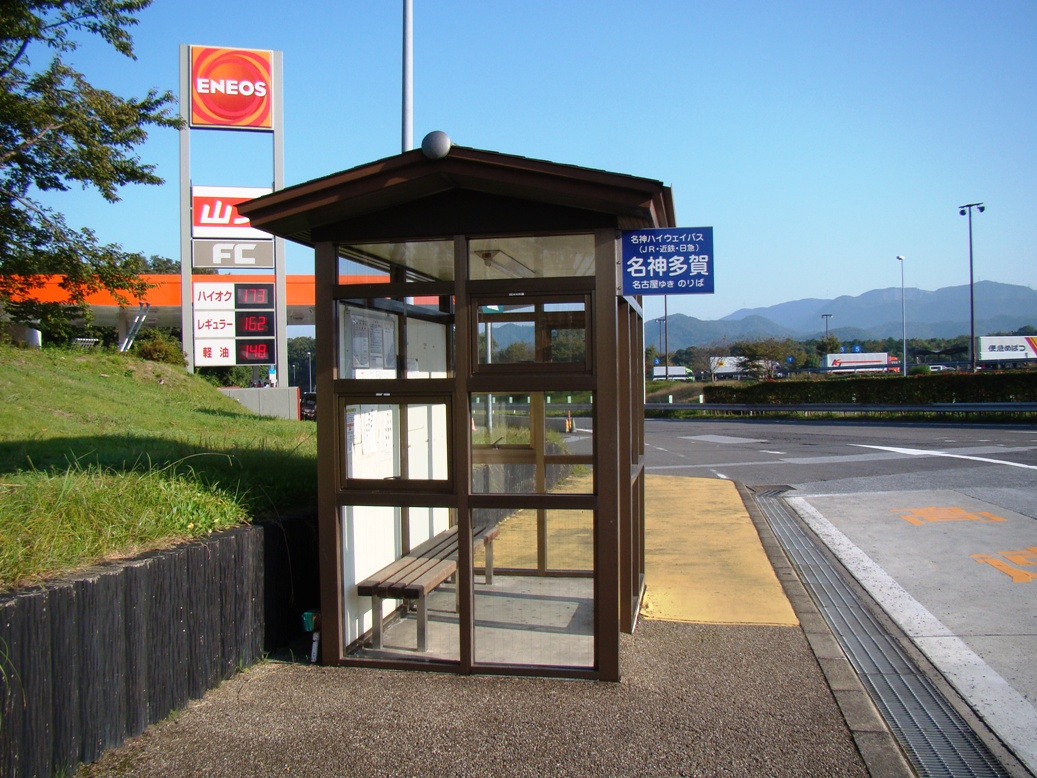
多賀バスストップ（上り線側）

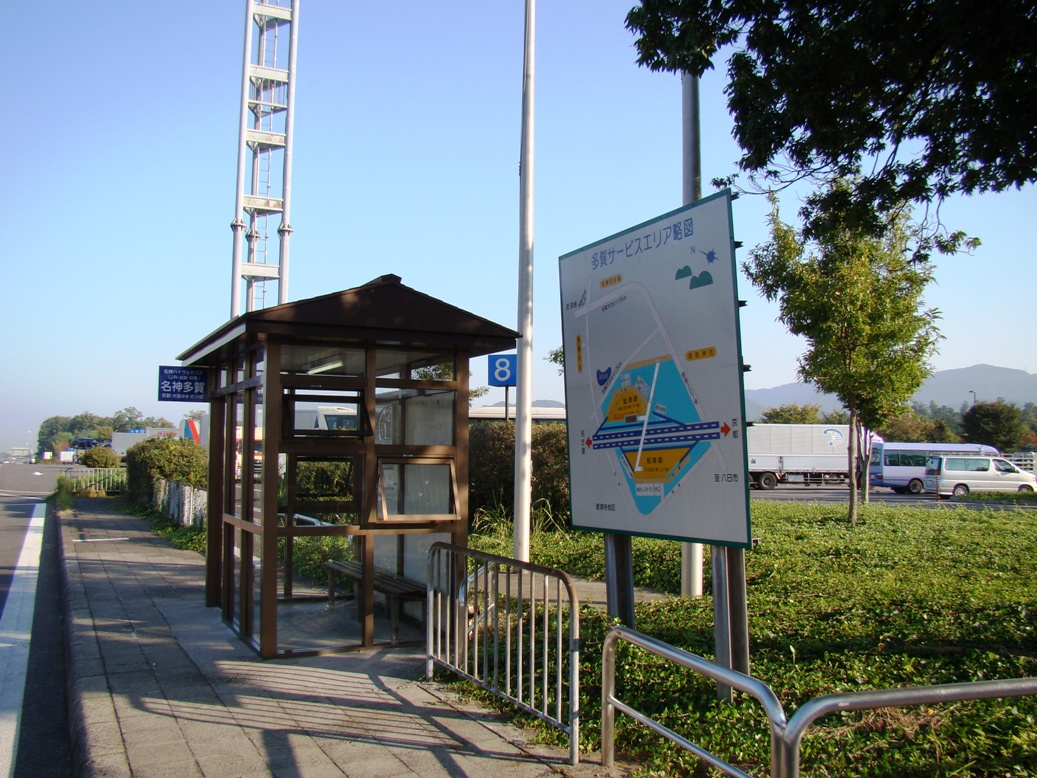
多賀バスストップ（下り線側）

高速バス用バス停留所として、「多賀バスストップ」が当サービスエリアに併設されている。
名神ハイウェイバスの特急便が停車するほか、首都圏 - 京阪神方面の中央ドリーム号（下りは乗務員のみ、上りは乗客・乗務員とも）、中央道昼特急号や京阪神 - 北陸方面の高速バスの途中休憩箇所となっている。

## 周辺
下り側より徒歩約20分のところに多賀大社がある。
また、上り線側には敏満寺が城塞化した敏満寺城跡が隣接しており、サービスエリア内から直接行くことができる。現在の城跡は公園やドッグラン用地として供用されており、レストラン東側にある公園内で土塁や櫓台を確認できる。ちなみに城跡が隣接しているサービスエリアは日本国内では多賀サービスエリアと加斗パーキングエリアの2例しかなく、全国的に珍しい城跡となっている。なお、加斗パーキングエリアでは武藤氏が築城したとされる稲葉山城跡が隣接している。

## 多賀スマートインターチェンジ
多賀スマートインターチェンジ（たがスマートインターチェンジ）は、当サービスエリアに併設のスマートインターチェンジである。

### 概要
滋賀県では5か所目のスマートインターチェンジである。
上り線は直接本線へ乗り入れ、下り線はサービスエリアを経由する形態が考えられている。
国土交通省や多賀町はこのスマートインターチェンジによって救急医療面の効果、周辺工場の物流の効率化、周辺道路（国道8号）の渋滞緩和、観光振興などが期待できると想定している。

### 沿革
- 2015年（平成27年）6月30日：国土交通省によってスマートインターチェンジの準備段階調査個所に選定[16]。
- 2018年（平成30年）8月10日：国土交通省から連結許可を得る[15]。
- 2022年（令和4年）4月27日：名称が仮称と同じ多賀スマートインターチェンジに決まる[17]。
- 2023年（令和5年）4月29日：下り線出入口が供用開始[18]。
- 未定 : 上り線出入口が供用開始予定[18]。

## 隣
E1 名神高速道路
(28) 彦根IC - (28-1) 多賀SA/多賀スマートIC（スマートICは下り線のみ） - (28-2) 湖東三山PA/湖東三山スマートIC - (29) 八日市IC